# سمامة المحيط الهادئ
سمامة المحيط الهادئ (الاسم العلمي: Apus pacificus) هو نوع من جنس سمامة.